# Servei Secret dels Estats Units

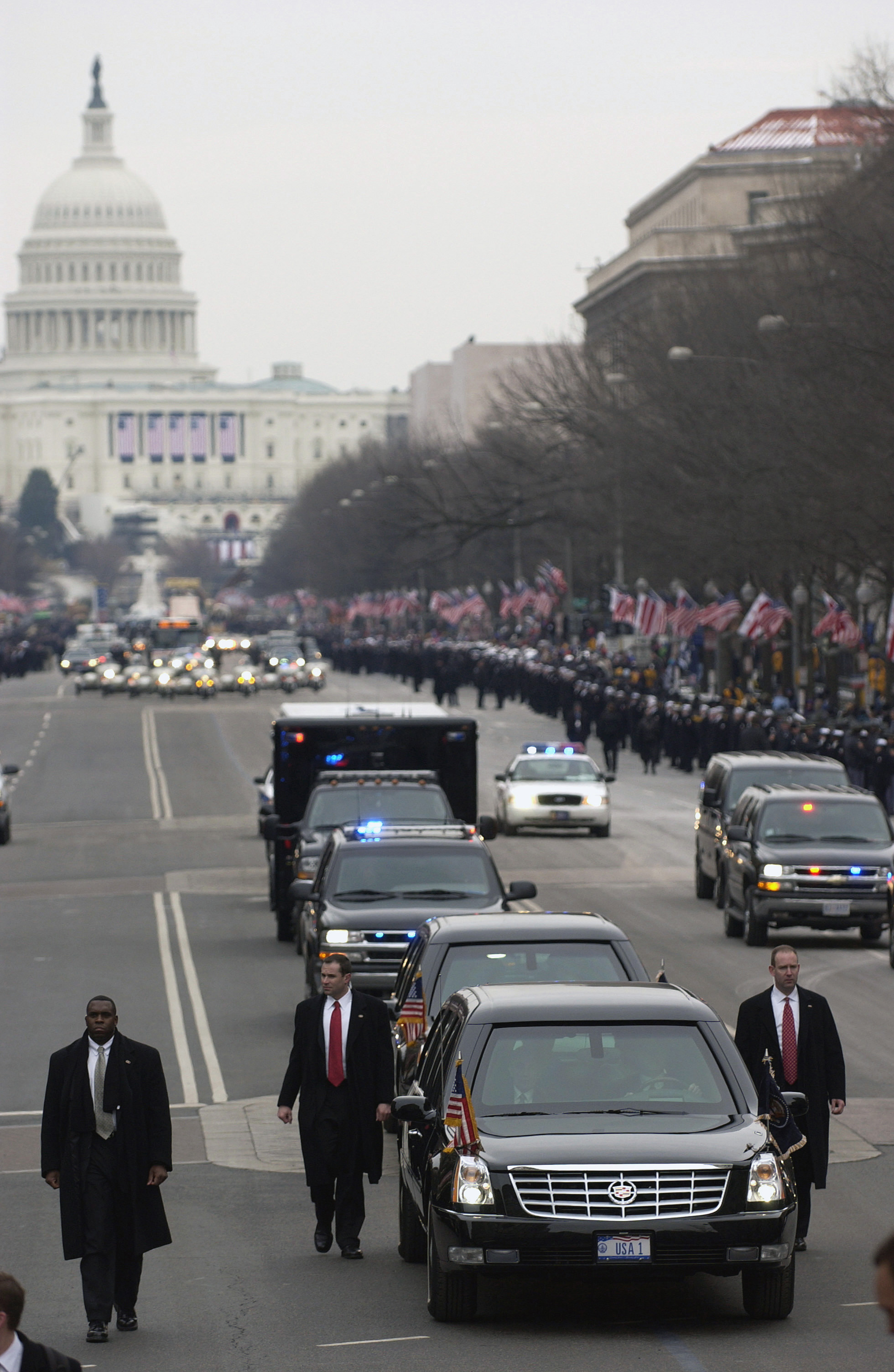
Protecció del cotxe presidencial el gener del 2005 pels homes del Servei Secret a Pennsylvania Avenue durant lInauguration Day

El United States Secret Service (USSS) o simplement Secret Service (en català Servei Secret dels Estats Units) és una agència governamental dels Estats Units que depèn del Departament de Seguretat Nacional dels Estats Units (fins al març del 2003, depenia del Departament del Tresor). Té dues missions ben diferenciades: 
- Lluitar contra la falsificació de moneda i el frau financer.
- Assegurar la protecció dels President dels Estats Units d'Amèrica, del vicepresident, de llurs famílies, d'algunes personalitats (com ara els candidats a la presidència o vicepresidència, els antics presidents, alguns representants oficials, personalitats estrangeres que visiten els Estats Units) així com de llurs residències oficials, com ara la Casa Blanca.

## Història
El Servei Secret es va crear el 1865 per investigar la falsificació del Dòlar, ja que es creia que un terç dels dòlars eren falsos. No va ser fins l'assassinat del president William McKinley, al 1901, que es va ocupar de protegir el president.